# 지진 대비
지진 대비(Earthquake preparedness)란 지진의 영향을 최소화하기 위해 개인, 조직, 사회 수준에서 취하는 일련의 조치를 의미한다. 지진 대비 조치에는 무거운 물건의 안전 공간 확보, 비상 키트 준비 및 대피 계획에 이르기까지 매우 다양하다.

## 대비책
지진 대비는 크게 지진 발생 시 생존률을 높이는 준비 과정으로 구성된 생존 대책과 지진의 영향을 최소화하는 완화대책 둘로 나눌 수 있다. 일반적으로 생존대책은 비상시를 대비해 음식과 물을 비축하고 지진이 발생했을 때 행동요령을 교육하는 과정 등이 포함된다. 완화대책에는 지진 발생 시 넘어질 수 있는 책장이나 대형 캐비닛 같은 대형 가구, TV, 컴퓨터 모니터 등을 단단하게 고정하는 조치 등이 포함된다. 마찬가지로 침대나 소파의 머리 위에 물건을 보관하는 것을 피하면 지진이 일어났을 때 머리 위로 물건이 떨어지는 일을 막을 수 있다.
쓰나미에 관련된 대피 계획과 같은 쓰나미 대비 계획도 지진 대비의 일부로 포함할 수 있다.

### 내진 설계와 보강
지진이 발생하기 쉬운 지역에서는 건축물에 대해 지진에 대한 내성을 더 요구하는 특정 건축법적 요건을 법률로 부과할 수 있다. 새로운 건축법에 맞지 않는 오래된 건물과 주택은 내진 능력을 늘리기 위해 내진 보강 공사를 진행할 수 있다. 고가도로와 교량에도 내진 요건을 갖춰 건설할 수 있다.
내진설계 규정은 건물이 피해를 입지 않는다는 의미에서의 설계가 아니다. 대부분의 건물에서 설계 목표는 건물의 지진 피해를 줄여 거주자의 생명을 보호하고 손상에 제한적인 내성을 가져 대피할 시간을 버는 것이다. 건물의 완전한 흔들림 내성은 면진이나 감진으로 따로 구분된다.

## 같이 보기
- 지진재해
- 내진설계
- 비상 관리